# Économie de densité
Une économie de densité correspond à la baisse du coût unitaire résultant de la proximité spatiale des producteurs. Les densités de population dans cette économie permettent des synergies dans l'approvisionnement des unités de production, ce qui entraîne une réduction des coûts. Dans ce cas, les entreprises ont tendance à se concentrer et à s'agglomérer.
Les économies de densité ne doivent pas être confondues avec les économies d’échelle où les coûts unitaires ne sont pas liés aux propriétés spatiales mais plutôt quantitative.

## Exemple
Les exemples typiques d'économie de densité sont présents dans les systèmes logistiques où la distribution et la collecte de biens est nécessaire, comme la gestion des déchets. Par exemple, la livraison de courrier dans une zone comportant de nombreuses boîtes aux lettres entraîne une réduction globale des coûts et donc une réduction des coûts de livraison. 

## Voir également
- Économies d'échelle
- Économies d'envergure
- Effets de réseau